# Сербская Автономная Область Краина
Сербская Автономная Область Краина (серб. Српска аутономна област Крајина) или САО Краина (серб. САО Крајина)— сербская автономная область в Хорватии. Существовала между 1990 и 1991, и впоследствии была включена в Республику Сербская Краина.
16 марта 1991 года сербское национальное вече объявило независимость Краины от Хорватии. 12 мая 1991 года был проведен референдум, на котором более чем 99 процентов голосовавших поддержали объединение с Сербией.